# Mesoxantha reducta
Mesoxantha reducta är en fjärilsart som beskrevs av Rothschild 1918. Mesoxantha reducta ingår i släktet Mesoxantha och familjen praktfjärilar. Inga underarter finns listade i Catalogue of Life.